# 丰台科技园站

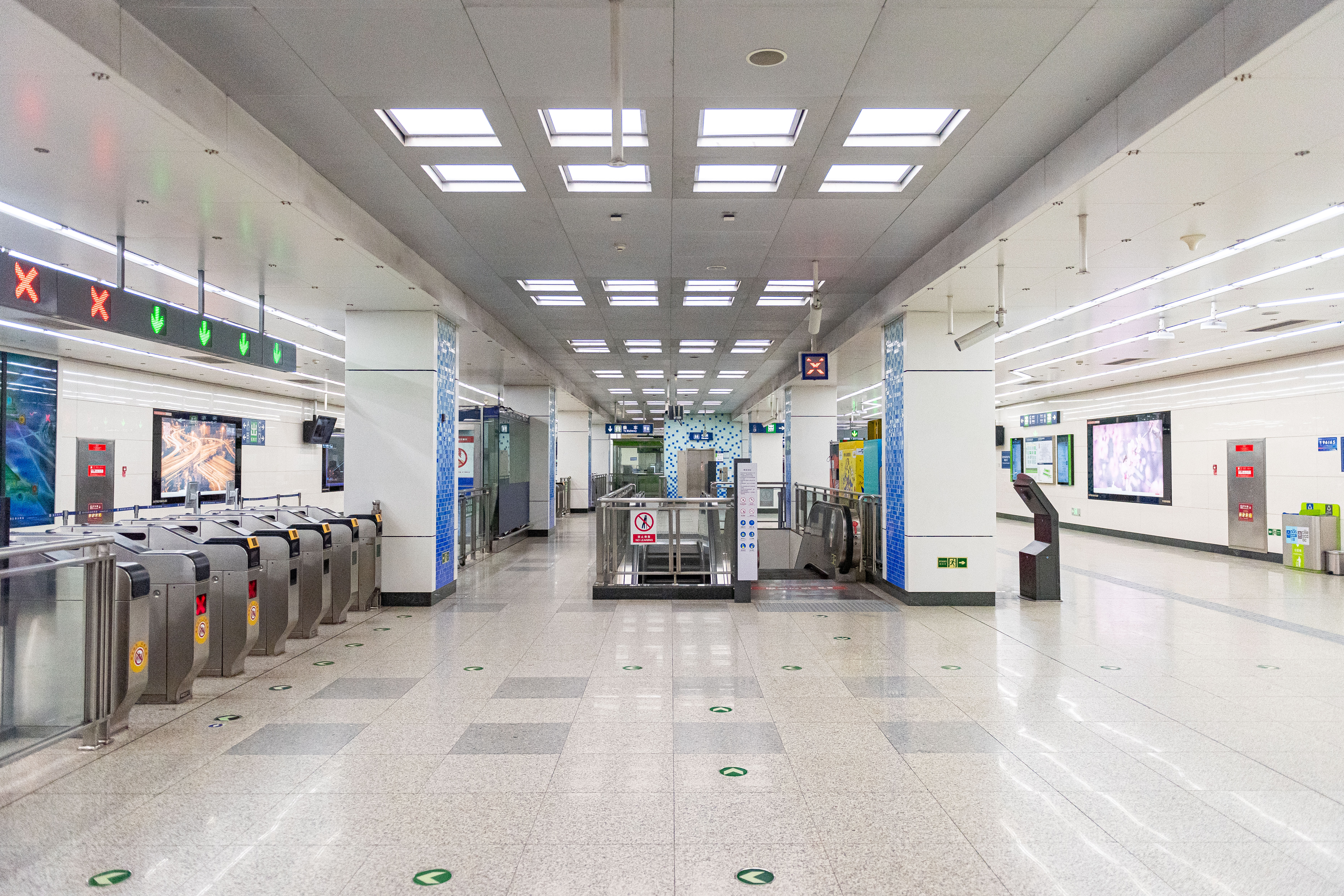
丰台科技园站的站厅层（2025年2月摄）

丰台科技园站是一个位于中国北京市丰台区看丹街道丰科路、丰茂路、五圈路交叉口，属于北京地铁9号线的地铁车站。于2011年12月31日随9号线南段开通同时启用。

## 位置
该站位于北京市区西南部，四环路外，丰台科技园三期丰茂路（东西向）地下，呈南北走向。

## 结构
丰台科技园站为地下车站，岛式站台设计。车站立柱装饰有马赛克，天花板采用类似线路板的灯带。
| 地面层          | 街道                                                                 | A-D出入口                                              |
| 地下一层 站厅层 | 站厅                                                                 | 客务中心、自动售票机、进出站闸机                       |
| 地下二层 站台层 |                                                                      | █ 9号线常规列车／ █ 房山线跨线车往国家图书馆（科怡路） |
| 地下二层 站台层 | 岛式站台，左側開门                                                   |                                                        |
| 地下二层 站台层 | █ 9号线常规列车往郭公庄（終點站）／ █ 房山线跨线车往阎村东（郭公庄） |                                                        |

## 出入口
|                       |        |                                                |      |            |
| 编号                  | 指示   | 建议前往的目的地                               | 图片 | 无障碍设施 |
| 出口 · A              | 丰茂路 | 丰茂路（北侧）、丰茂北路、科技大道             |      | 不適用     |
| 出口 · B              | 丰科路 | 五圈路（北侧）、汽车博物馆西路、北京汽车博物馆 |      | 不適用     |
| 出口 · C              | 丰科路 | 五圈路（南侧）、丰茂南路、六圈路               |      | 不適用     |
| 出口 · D · 升降机标志 | 丰科路 | 丰茂路（南侧）、六圈路、科技大道、丰茂南路     |      |            |
| 註： 設有             |        |                                                |      |            |